# Wilhelm von Egmond

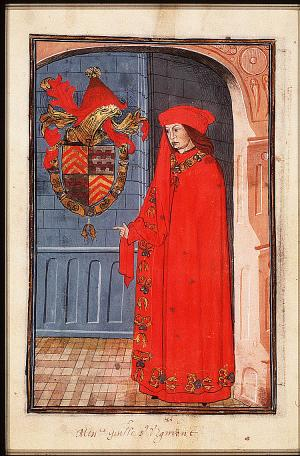
Wilhelm im Wappenbuch des Ordens vom Goldenen Vlies, Den Haag, KB, 76 E 10, fol. 80v

Wilhelm II. von Egmond (* 26. Januar 1412; † 19. Januar 1483 in Grave) aus dem Haus Egmond war Herr von Egmond, Ijsselstein, Leerdam, Schoonderwoerd und Haastrecht und Statthalter von Gelderland.

## Leben
Zwischen 1458 und 1464 bereiste er mit seinem älteren Bruder Arnold von Egmond, Herzog von Geldern, das Heilige Land. In den folgenden Jahren unterstützte er Arnold im Erbfolgestreit gegen dessen Sohn Adolf von Egmond. Als nach Arnolds Tod und seiner Eroberung Gelderns Karl der Kühne 1473 Herzog von Geldern wurde, ernannte ihn dieser zum Statthalter von Gelderland. 1477 nahm ihn Maria von Burgund in den Großen Rat von Mecheln auf. 1478 wurde er Ritter des Ordens vom Goldenen Vlies.

## Familie
Er war der Sohn von Jan II. von Egmond und Maria van Arkel. Sein älterer Bruder war Arnold von Egmond.
Am 22. Januar 1437 heiratete er Walburga von Moers († 1459), Tochter Graf Friedrichs von Moers und Engelberta von Kleve. Aus dieser Ehe entstammten vier Töchter und drei Söhne:
- Johann III. von Egmond (1438–1516).
- Friedrich von Egmond (* um 1440; † 1521), Graf von Buren, ⚭ I. 1464 Aleida van Culemborg († 1471), ⚭ II. 1502 Gräfin Walburga von Manderscheid (* 1468; † 1530/35), Witwe von Wilhelm I. von Neuenahr  (* um 1447; † 1497)
  - Floris van Egmond (1469–1539), habsburgischer Statthalter der Herrschaft Friesland
- Wilhelm von Egmond jr., Statthalter von Gelderland.
- Anna von Egmond (1440–1462), heiratete am 14. August 1459 Bernard van Bentheim (1435–1476), Graf von Bentheim.
- Elisabeth († 1539), verheiratet mit Giisbrecht van Bronckhorst (1440–1489).
- Walburga von Egmond, Nonne.
- Margeretha, verheiratet mit Jan van Merode.

Darüber hinaus hatte Wilhelm noch vier uneheliche Kinder:
- Nicolas von Egmond.
- Hendrik von Egmond († vor 1511).
- Frederik von Egmond.
- Hendrika von Egmond, verheiratet mit Willem van Tuyl van Bulckesteijn († 1449).

Wilhelm von Egmond wird laut einer genealogisch nicht beweisbaren und daher stark angezweifelten Familientradition als Vater des Gerrit Wilhelmsz (van Egmond van de Nijenburg), ca. 1420/1435–vor 1480, angesehen, der aus einer außerehelichen Verbindung mit Margretha van Hoogwoude stammte. Dieser ist der Stammherr der nachmals Van Egmond van de Nijenburg genannten Familie. Gerrit Willemsz' Urenkel Jan Jansz van de Nijenburg (1515–1555) war der erste, der sich „van de Nijenburg“ nannte. Dessen Sohn Dirk Jansz (1537–1596) nannte sich als der erste seiner Familie aus eigenem Recht ab circa 1580 „van Egmond van de Nijenburg“, führte widerrechtlich das Adelsprädikat Jonkheer und verwendete das volle Wappen der Grafen Egmond, was ihm von da an die Gesamtfamilie gleichtat und beanspruchte.